# Dolenje Grčevje
Dolenje Grčevje je naselje u slovenskoj Općini Novom Mestu. Dolenje Grčevje se nalazi u pokrajini Dolenjskoj i statističkoj regiji Jugoistočnoj Sloveniji. 

## Stanovništvo
Prema popisu stanovništva iz 2002. godine naselje je imalo 20 stanovnika.